# Calocedrus macrolepis
Calocedrus macrolepis är en cypressväxtart som beskrevs av Wilhelm Sulpiz Kurz. Calocedrus macrolepis ingår i släktet Calocedrus och familjen cypressväxter. Inga underarter finns listade i Catalogue of Life.
Artens ursprungliga utbredningsområde ligger i Sydostasien i södra Kina samt fram till Malackahalvön och Vietnam. Den hittas även på Hainan. Utbredningsområdet ligger 800 till 2000 meter över havet. Calocedrus macrolepis hittas vanligen i städsegröna skogar tillsammans med bokväxter samt olika barrträd. Arten är vanligast intill vattendrag.
Calocedrus macrolepis hotas av intensivt skogsbruk samt av landskapets omvandling till jordbruksmark. IUCN kategoriserar arten globalt som sårbar.

## Bildgalleri

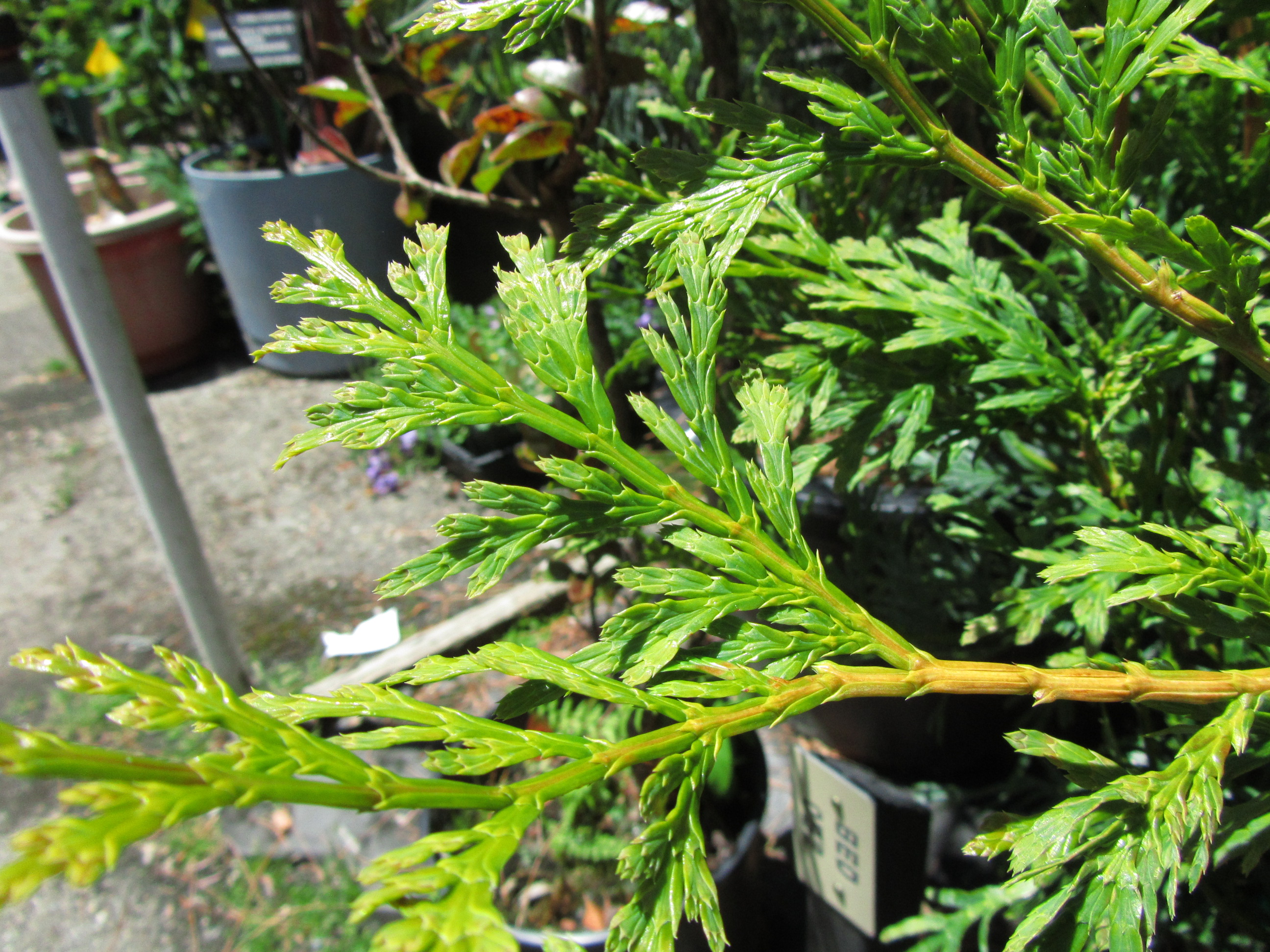